# 흐로닝어 미술관
흐로닝어 미술관(네덜란드어: Groninger Museum)은 네덜란드 흐로닝언주 흐로닝언에 있는 미술관이다.
미술관 2008년부터 매년 180,000명에서 292,000명 사이의 방문객이 방문하고 있으며, 박물관은 4월에서 12월까지 개보수를 위해 문을 닫은 2010년을 제외하고는 매년 방문객 수가 늘어났다. 흐로닝언주에서 가장 많은 관광객이 있는 박물관이다.